# アスモ前駅
アスモ前駅（アスモまええき）は、静岡県湖西市岡崎にある、天竜浜名湖鉄道天竜浜名湖線の駅である。「デンソーのモーター生産地」の副駅名がある。
駅名が「明日（あす）も前」と読めることから日本一前向きな駅名として話題になり、縁起ものの駅名キーホルダーも販売されている。

## 歴史
駅名は地元の自動車部品メーカーであるアスモ株式会社本社最寄駅であったことに因む。なお、アスモは2018年4月1日に親会社であるデンソーと事業統合し、「アスモ」と言う社名は無くなったが、アスモ・デンソー両社からも改名要望はなく、駅名改称にかかるコストの都合等から当面の間変更しないことになっている。
その後、デンソー湖西製作所は当駅のネーミングライツを購入。2024年3月1日から2026年3月31日までの契約で「デンソーのモーター生産地」の副駅名を掲示している。
- 1987年（昭和62年）3月15日：天竜浜名湖鉄道移管時に新設[6]。
- 2024年（令和6年）3月1日：副駅名を設定。

## 駅構造
単式ホーム1面1線を有する地上駅。
無人駅。目の前のデンソー湖西製作所に入るためには従業員証が必要。

## 利用状況
近年の1日平均乗車人員の推移は以下の通り。
| 乗車人員推移 | 乗車人員推移    |
| 年度         | 1日平均乗車人員 |
| ------------ | --------------- |
| 2007         | 31              |
| 2008         | 31              |
| 2009         | 31              |
| 2010         | 33              |
| 2011         | 21              |
| 2012         | 12              |
| 2013         | 20              |
| 2014         | 17              |
| 2015         | 19              |
| 2016         | 21              |
| 2017         | 25              |
| 2018         | 29              |

## 駅周辺
- デンソー湖西製作所（旧・アスモ株式会社本社）

## 隣の駅
天竜浜名湖鉄道
■天竜浜名湖線
大森駅 - アスモ前駅 - 新所原駅